# نیالا
نیالا، روستایی است از توابع بخش مرکزی شهرستان گلوگاه در استان مازندران ایران. گورستان نیالا از آثار ثیت شدهٔ ملی ایران در این روستا قرار دارد.

## جمعیت
این روستا در دهستان توسکاچشمه قرار دارد و براساس سرشماری مرکز آمار ایران در سال ۱۳۸۵، جمعیت آن ۳۸۱ نفر (۱۰۷خانوار) بوده‌است. مردم نیالا از قومیت طبری هستند که ریشه آن به قوم آمارد و قوم تپوری می‌رسد. مردم نیالا به زبان طبری (مازندرانی)  سخن میگویند. سکنه بومی گلوگاه خود را تات می‌نامند و زبان خود را زبان تاتی می‌نامند. به گفته محققین تات در زبان اهالی مازندران به معنی بومی، روستایی و یکجانشین می‌باشد و منظور از تات همان قوم طبری است و منظور از زبان تاتی همان زبان طبری می‌باشد.

## تاریخ
مدتی پس از واقعه بدشت و اعلام ادعای پایان اسلام توسط سران بابی، روستائیان در قریه نیالا در مسیر بازگشت بابیان با آنها مقابله کردند.